# Opinião Pública (jornal)
Opinião Pública foi um jornal brasileiro da cidade de Pelotas.
Fundado em maio de 1896, tentou manter-se independente, mas durante a ditadura de Getúlio Vargas submeteu-se ao crivo da censura do Estado Novo.
Circulou até 1962.